# Professional Hospital
Professional Hospital Guaynabo es un hospital general en el municipio de Guaynabo, Puerto Rico. El hospital se construyó para atender condiciones vasculares.

## Historia
El hospital comenzó en el año 2003 como un hospital comunitario en la ciudad de Manatí. En el 2009 se mudan a nuevas facilidades en la ciudad de Guaynabo.

## Ubicación
El Professional Hospital Guaynabo se encuentra en la Avenida las Cumbres (Carretera 199) en el centro del municipio de Guaynabo.